# لابرادور
لابرادور (به انگلیسی: Labrador)  بخشی از استان نیوفاندلند و لابرادور در شرق کانادا است.
این منطقه با وسعتی حدود ۲۹۴٬۳۳۰ کیلومتر مربع، ۷۱٪ از مساحت استان را تشکیل می‌دهد، اما تنها ۶٪ از جمعیت آن را در خود جای داده است.
لابرادور از طریق تنگه بل آیل از جزیره نیوفاندلند جدا شده و با استان کبک در غرب و جنوب هم‌مرز است.
این منطقه همچنین مرز کوچکی با قلمرو نوناووت در جزیره کیلینیک دارد.

## نام و ریشه‌شناسی
نام «لابرادور» از «ژوآئو فرناندس لاورادور»، کاوشگر پرتغالی که در سال‌های ۱۴۹۸–۱۴۹۹ در سواحل این منطقه سفر کرد، گرفته شده است.
در زبان اینوئیتی، لابرادور «نوناتسوآک» به معنای «سرزمین بزرگ» نامیده می‌شود.

## جمعیت و گروه‌های بومی
جمعیت لابرادور در سال ۲۰۲۱ حدود ۲۶٬۶۵۵ نفر بود.
ساکنان بومی این منطقه شامل اینوئیت‌های شمالی (نوناتسیاووت)، متیس‌های جنوبی (نوناتوکاووت) و اینوهای نیتاسینان هستند.

## جغرافیا و اقلیم
لابرادور بخش شرقی شبه‌جزیره لابرادور را در بر می‌گیرد و دارای اقلیم قطبی در شمال و اقلیم زیرقطبی در جنوب است.
این منطقه به چهار بخش جغرافیایی تقسیم می‌شود: ساحل شمالی، لابرادور مرکزی، لابرادور غربی و ساحل جنوبی.
لابرادور دارای مناظر طبیعی متنوعی است، از جمله کوه‌های تورنگات در شمال، رود چرچیل و مناطق جنگلی وسیع.
این منطقه زیستگاه گونه‌های مختلفی از حیات وحش، از جمله خرس قطبی، گوزن شمالی و پرندگان مهاجر است.

## تاریخچه
لابرادور در ابتدا بخشی از فرانسه نو بود و پس از جنگ فرانسه و هند در سال ۱۷۶۳ به بریتانیا واگذار شد.
در سال ۱۸۰۹، لابرادور از کانادای سفلی جدا شده و به مستعمره نیوفاندلند منتقل شد.
مرزهای داخلی لابرادور تا مدت‌ها مشخص نبود و در نهایت در سال ۱۹۲۷ توسط شورای خصوصی بریتانیا تعیین شد.
اگرچه این مرزها توسط دولت کبک به رسمیت شناخته نشده‌اند، اما در قانون اساسی کانادا تثبیت شده‌اند.

## اقتصاد و منابع طبیعی
لابرادور دارای منابع طبیعی فراوانی است، از جمله معادن سنگ آهن در لابرادور غربی و پروژه‌های بزرگ نیروگاه برق‌آبی مانند سد چرچیل فالز.
این پروژه‌ها نقش مهمی در توسعه اقتصادی منطقه داشته‌اند.

## خودگردانی بومیان
در سال ۲۰۰۵، منطقه نوناتسیاووت به عنوان یک منطقه خودگردان اینوئیتی در شمال و شمال‌شرقی لابرادور تأسیس شد.
همچنین، جامعه نوناتوکاووت در جنوب لابرادور در حال پیگیری به رسمیت شناختن حقوق خود و دستیابی به خودگردانی است.

## ترابری و زیرساخت‌ها
تا دهه ۲۰۰۰، بسیاری از جوامع ساحلی لابرادور فاقد ارتباط جاده‌ای با سایر نقاط بودند.
با ساخت بزرگراه سراسری لابرادور، ارتباطات جاده‌ای بهبود یافته است.
با این حال، بسیاری از مناطق هنوز به حمل‌ونقل هوایی و دریایی وابسته هستند.